# Войченко, Сергей Валентинович
Сергей Валентинович Войченко (15 ноября 1955, Жданов, Сталинская область — 9 декабря 2004, Минск) — белорусский художник, график, живописец, скульптор, дизайнер, обладатель более 40 наград международных конкурсов, биеннале и фестивалей плаката.

## Биография
Сергей Валентинович Войченко родился 15 ноября 1955 года в Жданове, в семье моряка. С четырёх лет жил в Минске. В 1969 году поступил в художественную школу на отделение скульптуры. В 1974 году окончил школу. В 1975 году поступил в Академию Искусств на факультет дизайна, где познакомился со своим соавтором Владимиром Цеслером (вместе работают с 1978 года). В 1984 защитил диплом серией плакатов «История Минска». Скончался 9 декабря 2004 года.

## Работы
- Плакаты «Нержавеющий Сталин», «1939, начало войны в Польше», «Карл Маркс 1990-х», «Афганистан», «Good morning, Belarus!», «От международного года мира — к миру без войн и оружия», «Война несет людям…», «Афган, Forbidden Fruit», «Contemporary art+centre „VITA NOWA“», Made in NEW RUSSIA, «Эх, в яблочко…».
- «Вудсток. 30 лет. — Levi`s» — в коллекции Лувра.

## Персональные выставки
- 2000 год — Государственный Русский музей, «Владимир Цеслер и Сергей Войченко. Проект века (двенадцать из XX)»[1].
- 2004 год — Монмартр, Париж.
- 2008 год — Самара, галерея «Вавилон»[2].